# Tenjimbashisuji Rokuchōme station
Tenjimbashisuji 6-chome station (天神橋筋六丁目駅 Tenjimbashisuji Roku-chōme Eki?) är en järnvägsstation på Osakas tunnelbanas Tanimachilinje, Sakaisujilinje och Hankyus Senrilinje. Även tåg till Hankyus Kyotolinje trafikerar stationen. Stationen ligger i Kita-ku, Osaka, Japan. 

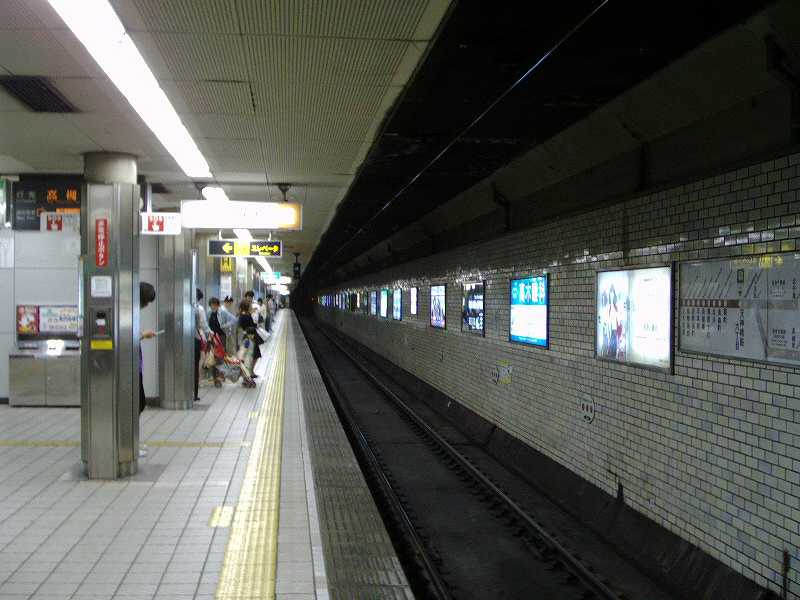
Stationen

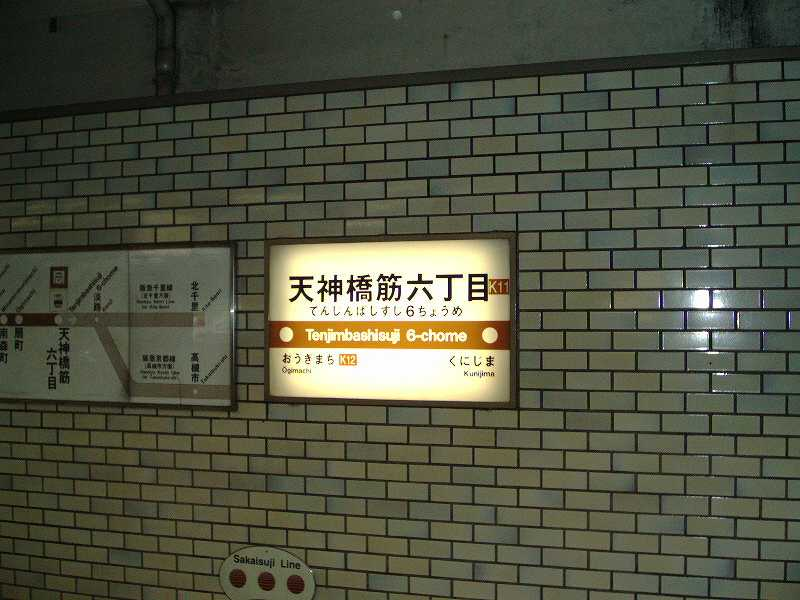
Stationsskylt

Världens största inköpsgata med tak, Tenjimbashisuji Shōtengai, börjar vid stationen.

## Spår
Tanimachilinjen (T18)
Stationen har två spår och en mittperrong.
| 1 | ■ Tanimachilinjen | till Higashi-Umeda, Tennoji och Yaominami |
| 2 | ■ Tanimachilinjen | till Miyakojima och Dainichi              |

Sakaisujilinjen (K11) och Hankyus Senrilinje
| 1 | ■ Tanimachilinjen | till Sakaisuji-Hommachi, Nippombashi, Dobutsuen-mae och Tengachaya |
| 2 | ■ Tanimachilinjen | till Awaji, Kita-Senri, Takatsuki-shi och Kawaramachi              |

- Wikimedia Commons har media som rör Tenjimbashisuji Rokuchōme station.